# Braunau am Inn
Pour les articles homonymes, voir Braunau.
Braunau am Inn (en français, « Braunau-sur-Inn ») est une ville autrichienne, située à la frontière entre l'Allemagne et l'Autriche. Elle est connue dans le monde entier pour être le lieu de naissance du dictateur nazi Adolf Hitler.

## Géographie
Braunau am Inn est une ville de la Haute-Autriche, située à 60 km au nord de Salzbourg, à la frontière allemande, dans la région de l'Innviertel. Aussi, elle est à égale distance — environ 120 km — de Munich (Allemagne), qui se trouve à l'ouest, et de Linz (Autriche) qui est à l'est. Elle compte environ 17 000 habitants.

## Histoire
La commune de Braunau am Inn a obtenu le titre de ville en 1260. La même année, le premier pont sur l'Inn aurait été construit.
En 1567, Hans Steininger, le maire de Braunau, meurt le cou brisé après avoir marché sur sa propre barbe en fuyant un incendie. Sa barbe, qui faisait 4,5 pieds (soit près de 1,4 mètre de long) était généralement enroulée dans un étui en cuir,.
Elle est ville bavaroise frontalière de l'Autriche quand, en 1635, y meurt Élisabeth de Lorraine épouse de l'électeur Maximilien Ier de Bavière.
Ce n'est qu'en 1779, à la suite de la guerre de Succession de Bavière, que la ville quitte la Bavière pour être rattachée à l'Autriche.
C'est près de Braunau que la future impératrice Marie-Louise d'Autriche, promise à Napoléon Ier, est confiée aux Français par sa suite autrichienne pour poursuivre sa route vers Compiègne.
Adolf Hitler naît à Braunau le 20 avril 1889, son père Alois y est alors contrôleur des douanes. Adolf Hitler est fait citoyen d'honneur de cette ville le 4 avril 1938 peu après l’Anschluss, et perd ce titre en juillet 2011.

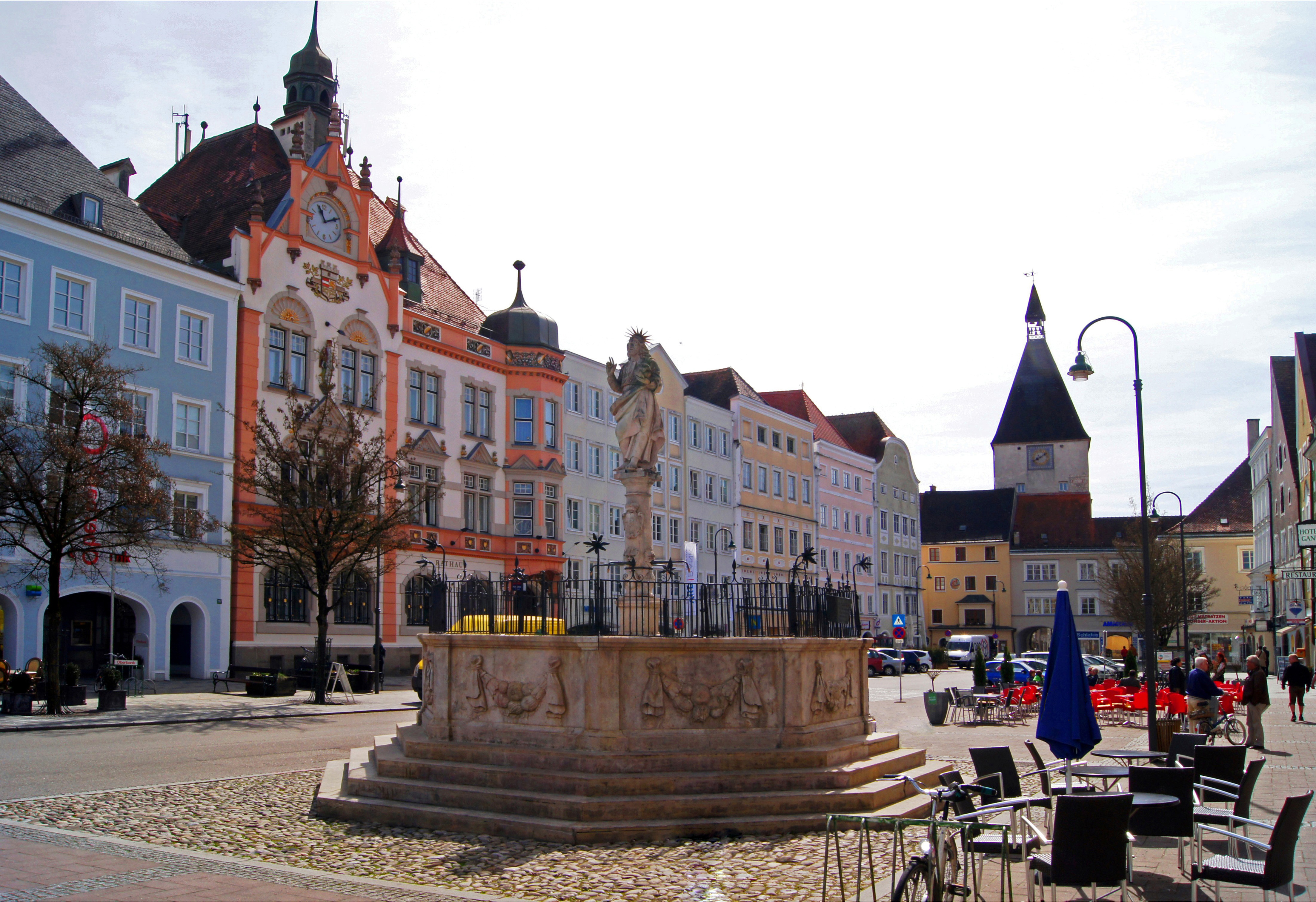
Centre-ville.

En 1989, le maire Gerhard Skiba a fait ériger devant la maison natale du dictateur un monument contre la guerre et le fascisme. Depuis 1992, l’« association pour l’histoire contemporaine » organise les Journées de l'histoire contemporaine de Braunau (Braunauer Zeitgeschichte-Tage) et, depuis 1998, les rassemblements annuels du service autrichien en mémoire de l'holocauste ont lieu à Braunau.
Depuis 2020, des travaux sont en cours pour neutraliser la maison de l'ancien dictateur et devraient s'achever en 2023 avec l'ouverture d'un poste de police.
En 2000, le journal local Braunauer Rundschau a lancé la pétition « Braunau met un signe » (Braunau setzt ein Zeichen).
Le projet « La Maison de la Responsabilité » à Braunau est prévu depuis 2000.
En 2006, onze Stolpersteine, stèles célébrant les victimes du nazisme, ont été apposées par l'artiste Gunter Deming.

## Économie
L'industrie et le commerce emploient environ 58 % des salariés.
En 2001, une foire transfrontalière a lieu dans les villes de Braunau am Inn et Simbach am Inn en Allemagne.
On y trouve deux zones commerciales, le CityCenter et l'Innpark Braunau, chacun d'une superficie d'environ 10 000 m², plusieurs magasins discounters, supermarchés, magasins d'ameublement, de bricolage, et des magasins de mode et de sport dans le centre-ville.
Parmi les entreprises, on peut citer la centrale géothermique Braunau-Simbach, l'industrie de l'aluminium avec Borbet Austria, Austria Metall et Hammerer Aluminium Industries, le fabricant de parapluies et parasols Doppler, l'équipementier automobile Dräxlmaier.

## Lieux et monuments

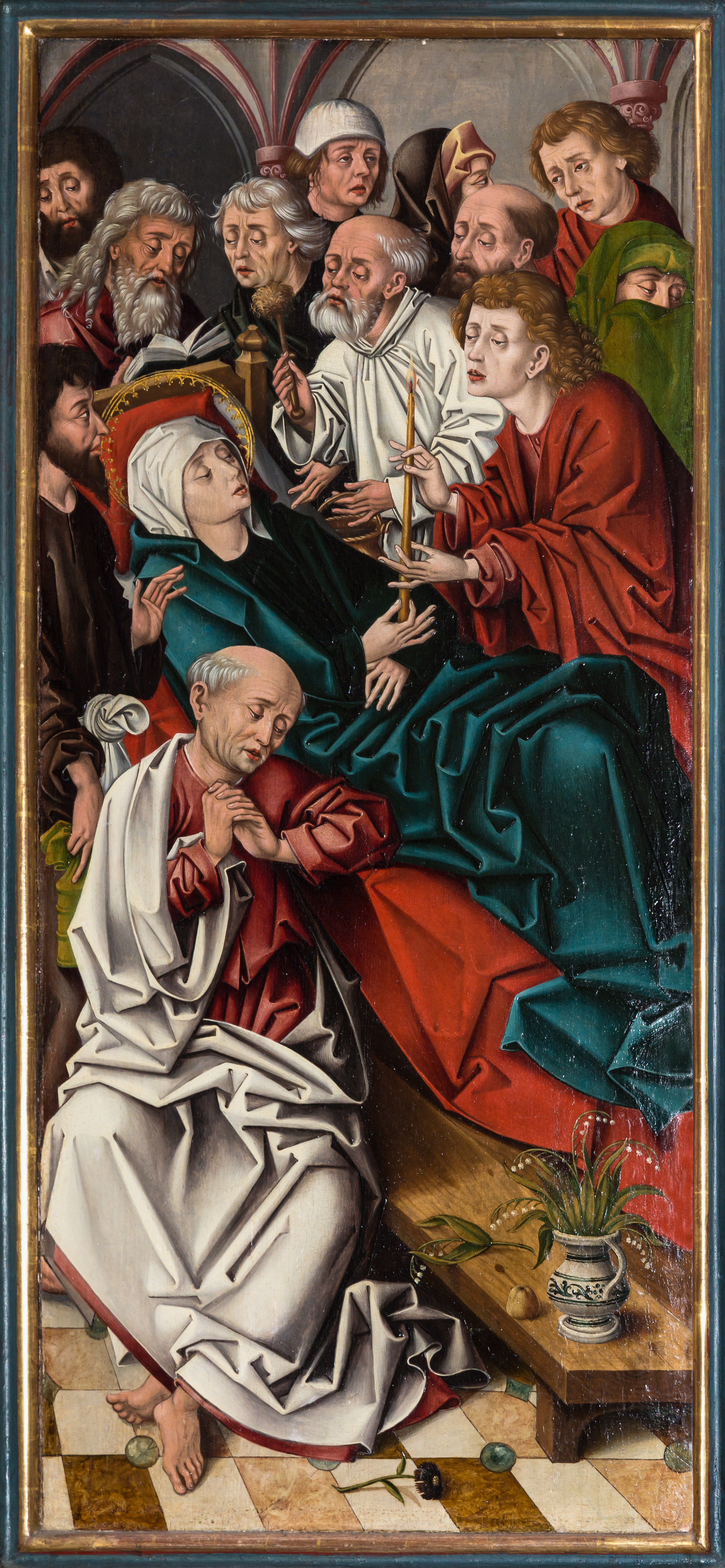
Dormition de la Vierge, sur une prédelle dans l'église Saint-Étienne. Auteur inconnu, autour de 1490.

- Glockengießerei : fonderie de cloches fondée en 1385 et en activité jusqu'en 1896. Elle est encore aujourd'hui conservée dans son état original. Elle abrite les collections de l'association « alt-braunau » sur l'histoire de la vie quotidienne, la culture, etc. de la ville.
- Herzogsburg, bâtiment datant de la fin du XIVe siècle. Il abrite aujourd'hui le musée municipal.
- Lʼéglise Saint-Étienne, une des principales églises du gothique tardif d'Autriche. Elle a été construite entre 1439 et 1466. Le principal architecte fut Stephan Krumenauer. La tour, haute de cent mètres et comptant sept étages, est le symbole de la ville. Le bulbe au sommet fut ajouté au XVIIIe siècle. Les épitaphes sur les murs extérieurs sont aussi remarquables.
- Lʼéglise Saint-Martin, inaugurée en 1496 et fermée en 1785. Sa crypte souterraine abrite depuis 1956 un monument aux morts.
- La place principale, fermée au sud par la Stadttor, la dernière des cinq portes d'enceinte encore existantes, est le cœur de la ville. L'hôtel de ville et la fontaine des pêcheurs s'y trouvent.
- La Stadtturm est la plus ancienne construction de la ville, la seule qui date de l'époque de la fondation de la ville.
- La maison natale d'Hitler devant laquelle se trouve, depuis 1989, une pierre en granite provenant de la carrière du camp de Mauthausen, en mémoire des victimes du nazisme. Sur la pierre figure cette inscription : « Für Frieden, Freiheit und Demokratie - nie wieder Faschismus - Millionen Tote mahnen » (« Pour la paix, la liberté et la démocratie. Plus jamais le fascisme. Des millions de morts vous mettent en garde »).
- La chapelle Saint-Népomucène (Nepomuk en allemand).
- Les Bains fonctionnèrent du début du XVIe siècle à la fin du XVIIIe siècle. Ils furent ensuite utilisés à des fins privées. Ils abritent un musée des bains, ainsi que les archives de la ville.
- L'hôpital du Saint-Esprit et son église. Au début du XVe siècle, les architectes Konrad et Arnold Bürkhel construisirent l'hôpital et l'église en une seule fois. Il s'agit d'un des rares hôpitaux gothiques du pays.
- La Rabenhaus construite à la fin du XVe siècle. Elle servit de brasserie entre 1707 et 1765. Elle fut épargnée par le grand incendie de 1874.
- Gugg, le théâtre.
- L'école de musique et le théâtre municipal se trouvant sur l'ancien terrain d'un cloître capucin, construit en 1624 et abandonné en 1785.
- La Wassertor et une partie du mur d'enceinte.

## Personnalités liées à la commune
- Hans Steininger (1508-1567), maire.
- Élisabeth de Lorraine (1574-1635), électrice de Bavière.
- Mikhaïl Koutouzov (1745-1813) commandant en chef de l’armée du tsar de Russie, dont Braunau était le quartier général en octobre 1805.
- Johann Philipp Palm (1766-1806), libraire à Nuremberg fusillé sur ordre de Napoléon Ier.
- Adolf Hitler (1889-1945), dirigeant politique allemand, fondateur du nazisme et dictateur.
- Edmund Glaise-Horstenau (1882-1946), militaire.
- Caroline (Lilly) Stockhammer (1891-1952) maîtresse de Francois-Joseph duc en Bavière (d'où descendance)
- Franz Xaver Gruber (1787-1863), professeur et musicien.
- Susanne Riess-Passer (née en 1961), femme politique.
- Gerhard Skiba (1947-2019), maire.

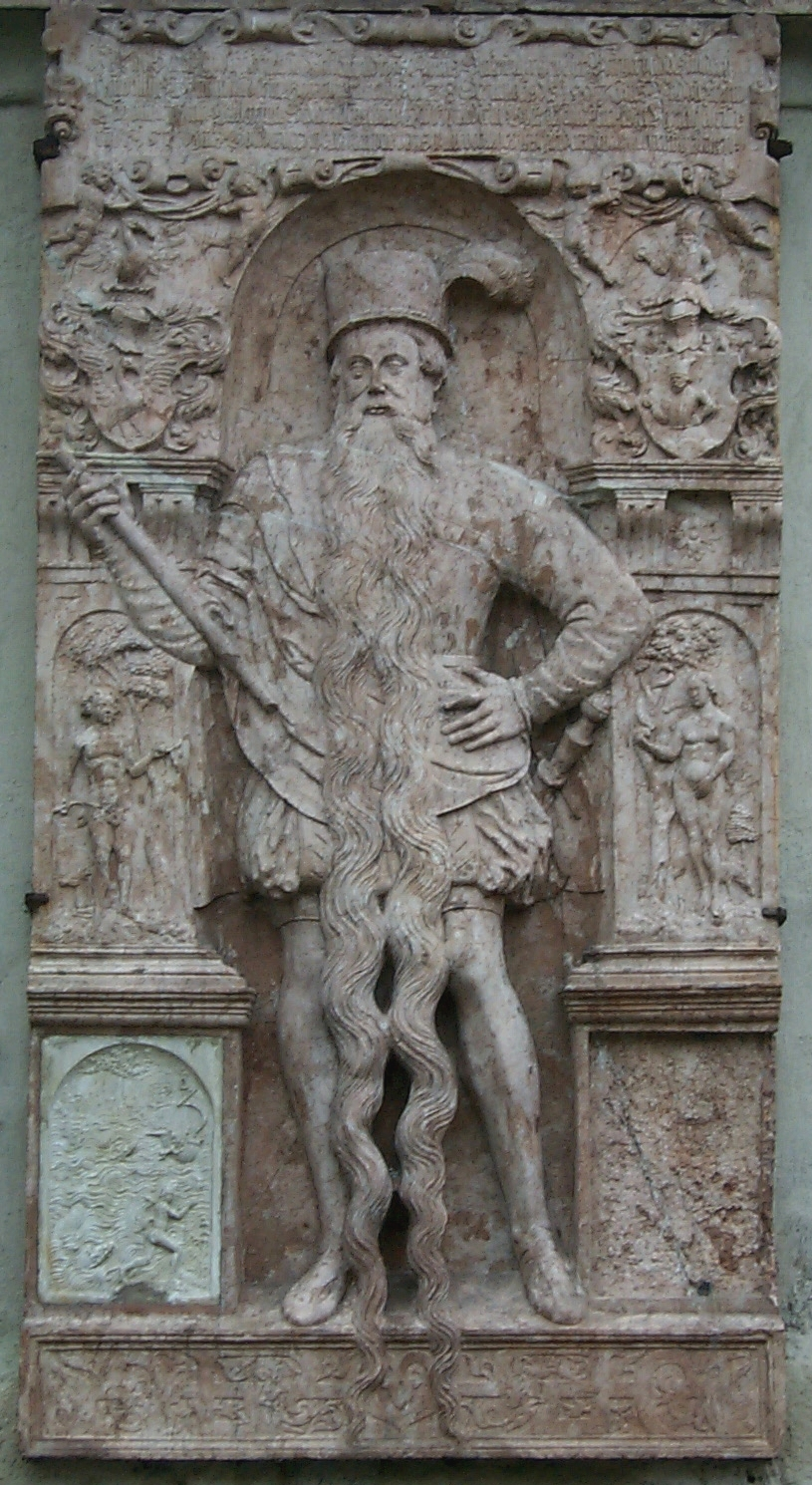
Pierre tombale de H. Staininger (église Saint-Étienne)
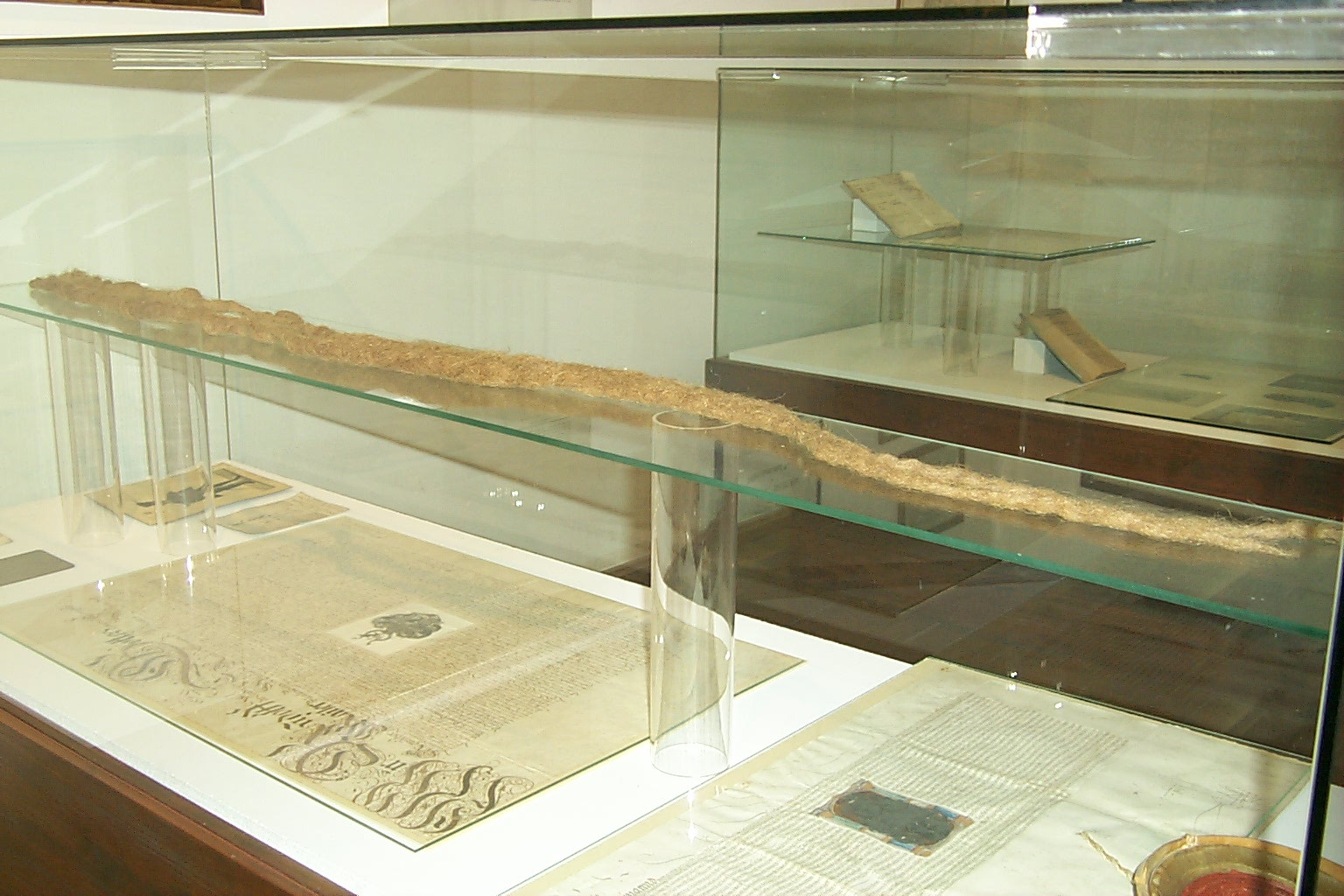
Barbe de Hans Staininger (Herzogsburg)

## Jumelage
- El Castillo (Río San Juan) (Nicaragua) depuis 1989